# Kemerti
Kemerti (en georgiano: ქემერტი) o Chemert (en osetio: Чемерт) es un pueblo que pertenece a la parcialmente reconocida República de Osetia del Sur, parte del distrito de Tsjinval, aunque de iure pertenece al municipio de Kurta de la región de Iberia Interior de Georgia.

## Geografía
Kemerti se encuentra en el margen izquierda del río Gran Liajvi, a 12 km de Tsjinvali. 

## Historia
De 1922 a 1990, Kemerti formó parte del distrito de Tsjinval del óblast autónomo de Osetia del Sur. De 1990 a 2006, formó parte del raión de Kareli y, desde 2006, forma parte del municipio de Kurta. 
Durante la guerra de Osetia del Sur de 1991-1992, las autoridades georgianas lograron controlar el pueblo y la mayoría de personas de la minoría osetia se fue. Tras la guerra ruso-georgiana de 2008, Kemerti pasó a estar controlada por la autoproclamada República de Osetia del Sur. Desde entonces, la aldea ha estado desierta y muchas de las casas fueron destruidas e incendiadas.

## Demografía
La evolución demográfica de Kemerti entre 1916 y 2015 fue la siguiente:
| 748                                                      | 43 | 845 | 1007 | 0 |
| (Fuente: Population of South Ossetia since Soviet times) |    |     |      |   |

Según el censo soviético de 1959, la mayoría de la población local eran georgianos.  En los censos ruso de 1916 y soviético de 1989, la composición étnica del pueblo era la siguiente:
|              | 1916      | 1916       | 1989      | 1989       |
| Grupo étnico | Población | Porcentaje | Población | Porcentaje |
| ------------ | --------- | ---------- | --------- | ---------- |
| Georgianos   | 738       | 98,6%      | 820       | 97%        |
| Osetios      | 10        | 1,4%       | 25        | 3%         |
| Total        | 748       | 100%       | 845       | 100%       |